# Euphorbia boiteaui
Euphorbia boiteaui är en törelväxtart som beskrevs av Jacques Désiré Leandri. Euphorbia boiteaui ingår i släktet törlar, och familjen törelväxter. IUCN kategoriserar arten globalt som sårbar. Inga underarter finns listade i Catalogue of Life.